# Гленвей (национальный парк)
Гленве́й, Гле́нвя, Гленва (англ. Glenveagh; ирл. Ghleann Bheatha — Глянн-Вяха) — национальный парк на территории графства Донегол, Ирландия. Площадь — около 110 км².
Главная достопримечательность заповедника — это одноимённый замок, построенный в 1870—1873 годах капитаном Джоном Джорджем Эдейром, в замысле которого было создать сооружение, превосходящее Балморал, резиденцию английской королевы. В конце XX века замок был передан в собственность Ирландии американцем Генри Пламером Макилхенни и стал открытым для туристов.
Большую часть территории парка занимают лесные и озёрные ландшафты. Здесь обитают благородные олени и гнездится множество птиц.